# Pretoriaanse prefectuur

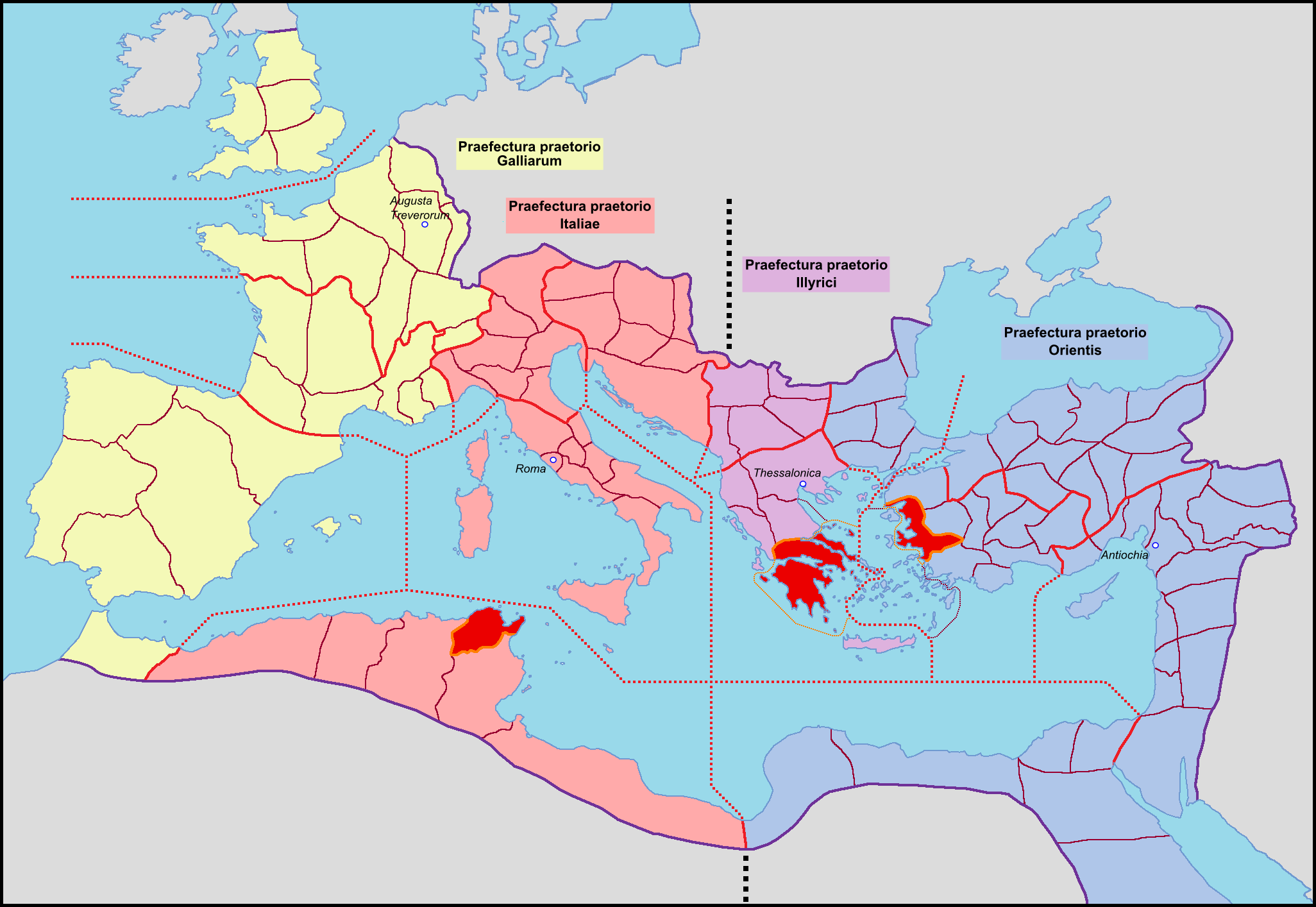
De vier prefecturen van het Romeinse Rijk, zoals ze worden vermeld in de Notitia Dignitatum, ca. 400 n.Chr.

Een pretoriaanse prefectuur (Latijn: praefectura praetorio) was de grootste bestuurlijke indeling van het Romeinse Rijk in de late oudheid (4e–7e eeuw n.Chr.), die was opgedeeld in dioeceses (diocesen), die op hun beurt in provinciae (provincies).
De praefecturae praetorio zijn ontstaan tijdens de regeringsperiode van Constantijn de Grote (4de eeuw) en hebben bestaan tot de bestuurshervormingen onder Herakleios (7de eeuw) waar ze veranderen in Themata.

## Bevoegdheid
Aan het hoofd van een prefectuur stond een praefectus praetorio, een burgerlijk ambtenaar. Onder hem stonden de praefectiani die werden opgedeeld in twee "departementen":
1. de schola excerptorum, die instonden voor alles wat met administratieve en juridische zaken had te maken;
2. de scriniarii, die instonden voor alles wat met de financiën had te maken.

Aan elke praefectus praetorio werd het gezag over een van de vier praefecturae toevertrouwd, met name: Gallia, Italia, Illyria en Oriens. Aan de titel praefectus praetorio voegt men voortaan per Gallias, per Italiam, per Illyricum of per Orientem toe. De twee oudste prefecten hadden het bestuur over de prefectuur Oriens en over Italia, de twee jongste over de prefectuur Illyricum en over Gallia.

## Indeling
zie lijst van de Romeinse Provincies